# Dinaelurus
Dinaelurus is een geslacht van uitgestorven katachtige roofdieren uit de familie Nimravidae, ook bekend als sabeltandkatten. Dinaelurus, toegewezen aan de onderfamilie Nimravinae, was endemisch in Noord-Amerika tijdens het Eoceen-Oligoceen (30,8-20,6 miljoen jaar geleden), die ongeveer 10,2 miljoen jaar bestonden.

## Kenmerken
Dinaelurus lijkt wat betreft uiterlijk en leefwijze de nimravide tegenhanger van het jachtluipaard te zijn geweest. De schedel was ten opzichte van de lengte zeer breed. Het aspect van de tanden week af van de andere nimraviden en onder meer de hoektanden waren niet of nauwelijks tot sabeltanden ontwikkeld. Het skelet was relatief graciel van bouw. Dinaelurus was een teenganger en vermoed wordt dat deze nimravide een rennende leefwijze had.

## Taxonomie
Dinaelurus werd benoemd door George Francis Eaton (1922). De typesoort is Dinaelurus crassus. Het werd door Flynn en Galiano (1982) en Bryant (1991) aan Nimravinae toegewezen; en naar Nimravidae door Eaton (1922) en Larry D. Martin (1998).

## Fossiele verspreiding
Eén exemplaar werd gevonden in de John Day-formatie in Oregon en werd beschreven door Eaton in 1922.

## Gedrag
Aangenomen wordt dat Dinaelurus een katachtig roofdier was, wat betekent dat hij op zijn prooi afrende. Dit wordt verondersteld door de korte snuit van de nimravide en zijn grote neusgaten, die lijken op die van een jachtluipaard, dat volgens Martin ook een katachtig roofdier is.